# Ємельянов Дмитро Володимирович
Дмитро Володимирович Ємельянов (рос. Дмитрий Владимирович Емельянов; нар. 9 лютого 1972, Куйбишев, РРФСР) — радянський та російський футболіст, виступав півзахисника, по завершенні кар'єри — тренер.

## Життєпис
Розпочав займатися футболом у СДЮШОР «Схід» (Куйбишев) у тренерів Олега Краснобаева, Миколи Никонова та Олега Аграсова. У 1996 році провів 9 матчів у Вищій лізі за тольяттинську «Ладу».
З серпня 2009 по 2010 рік працював тренером клубу «Тюмень». З 2011 по 2012 рік допомогав тренувати «Якутію». У сезоні 2013/2014 років працював тренером у «Крилах Рад». З лютого 2015 року — головний тренер ФК «Носта», а в серпні перейшов на посаду тренера. З 2016 року працював у тренерському штабі «Сахаліну», в осінній частині сезону 2017/18 років був головним тренером.
З лютого 2019 по жовтень 2020 року очолював тольяттинській «Акрон», за цей час «Акрон» отримав професіональний статус і вийшов у ФНЛ. У жовтні керівництвом клубу було оголошено, що «у зв'язку з сімейними обставинами» в матчах 14-16-го турів Першості дивізіон Ємельянов не зможе перебувати на тренерському містку, а виконувати обов'язки головного тренера буде тренер команди Дмитро Годунок. Після матчу 15-го туру Ємельянов залишив пост головного тренера.

## Досягнення
- Друга ліга СРСР
- Чемпіон (1): 1989 (1-ша зона)

- Другий дивізіон Росії
  -  Чемпіон (4): 1999 (зона «Поволжжя»), 2002 (зона «Поволжжя»), 2003 (зона «Схід»), 2006 (зона «Урал-Поволжжя»)
  -  Срібний призер (1): 2005 (зона «Урал-Поволжжя»)
  -  Бронзовий призер (3): 1995 (зона «Центр»), 2001 (зона «Урал»), 2004 (зона «Урал-Поволжжя»)